# レイン・フォール/雨の牙
『レインフォール/雨の牙』は、2009年4月25日封切られた日本映画。原作はバリー・アイスラーの『雨の牙』。
オーストラリア人スタッフと日本人スタッフが共同で制作にあたっている。作品には完成保険がかけられていた。

## ストーリー
日本人の父、アメリカ人の母を持つ日系アメリカ人の暗殺者ジョン・レイン。アメリカ国籍。彼は27歳で秘密工作員となり、アフガニスタン、イラク、南米など各地を転戦し、最後の18ヶ月はアメリカ海軍特殊作戦司令部に籍を置いていた。
レインは国土交通省の高級官僚、川村安弘を自然死に見せかけて殺害し、彼が持っているメモリースティックのデータを奪う。仲介人のベニー渡辺が依頼してきた仕事にレインはいつもとは違う何かを感じていた。レインは決行前日、自分を尾行していた何者かを叩きのめして部屋に戻る。しかし、仕事を降りるにはもう遅すぎた。一方、CIAアジア支局の局長、ウィリアム・ホルツァーはレインを拘束するために、あらゆる捜査網を東京中に張り巡らせていた。レインが奪おうとしているメモリーデータを奪うために。
当日、仕事を終えた川村は車を断り、地下鉄に乗り込んだ。しかし、突然車内で苦しみ始める。レインが川村の体内のペースメーカーを携帯電話で狂わせたのだ。騒然となる車内と駅のホーム。メモリースティックを探すレイン。だが、メモリーはなかった。
レインは消えた手がかりを探すべく川村の自宅に侵入するが、川村の二女奈緒子に見つかってしまう。だが、奈緒子は何者かに殺害されてしまう。
川村の長女でジャズピアニストのみどりに身分を偽って接触したレインは命が危険だと彼女に告げる。とりあわないみどりと激しいやりとりをしている最中、刺客が現れ、レインは間一髪で刺客を倒し、みどりを連れて脱出する。
うずまく策略と陰謀。上層部からの理不尽な命令で捜査に乗り出すことになった刑事、タツ。CIAの陰謀。メモリーデータには一体なにが隠されているのか。行きがかり上行動を共にすることになったレインとみどり。監視カメラがそこかしこに配置された東京が彼らの逃避行に牙をむく…

## キャスト
- ジョン・レイン：椎名桔平
- 川村みどり：長谷川京子
- ウィリアム・ホルツァー：ゲイリー・オールドマン（吹替：安原義人）
- タツ：柄本明
- 優子：清水美沙
- トーマス・ペリマン：ダーク・ハンター（吹替：伊藤和晃）
- 川村安弘：中原丈雄
- ベニー渡辺：若松武史
- 長田刑事：小木茂光
- 山本：浜田晃
- アセット：平山祐介
- 健：坂東工
- 「三松」の婦人：宮田早苗
- 松本：田山涼成

## スタッフ
- 監督・脚本：マックス・マニックス
- エグゼクティブプロデューサー：竹内成和、北川直樹、長沼孝一郎、野林定行
- 撮影監督：ジャック・ワーレハム
- 美術監督：山崎秀満
- 編集：マット・ベネット
- 音楽：川井憲次
- LLPメンバー：ソニー・ピクチャーズ エンタテインメント、ソニー・ミュージックエンタテインメント、アサツー ディ・ケイ、ローソンチケット
- 配給：ソニー・ピクチャーズ エンタテインメント